# 伊藤鳳山
伊藤 鳳山（いとう ほうざん、文化3年（1806年） - 明治3年（1870年））は、出羽庄内藩領の酒田（現在の山形県酒田市）出身の儒学者。
田原藩家老渡辺崋山に見出され、以降田原藩藩儒として仕える。家老渡辺崋山、藩医鈴木春山とともに田原の三大山と謳われた。崋山の影響を受けた鳳山は、ペリー来航時には「鎖港攘夷の策はとるべきではなく、開港進取の策こそ守るべき」と積極的開国を主張し、欧米文化の摂取を主張した。
儒学者としては、京都、江戸、酒田などに私塾を開塾した。孫子の注解書である著書『孫子詳解』は高い評価を得ている。